# The Sorting Hat Revisited
The Sorting Hat Revisited is een Nederlandstalige podcast van radiopresentatrice Shalini Van den Langenbergh. In elke aflevering gaat Van den Langenbergh in gesprek met een centrale gast over hun werk, leven en band met het Harry Potter-universum. De podcast is vernoemd naar de sorteerhoed uit de boekenreeks, die leerlingen van Zweinstein onderverdeeld in één van de vier afdelingen: Griffoendor, Zwadderich, Ravenklauw of Huffelpuf. Aan het einde van elke aflevering wordt de centrale gast, op basis van het gesprek,  onderverdeeld in één (of meerdere) van deze huizen. Het eerste seizoen van de podcast telde 20 afleveringen en werd gelanceerd in 2021. Het tweede seizoens startte in 2022. 

## Afleveringen

### Seizoen 1
| Aflevering | Releasedatum      | Centrale gast             | Gesorteerd als lid van ...          |
| ---------- | ----------------- | ------------------------- | ----------------------------------- |
| 1          | 11 juli 2021      | Lectrr                    | Huffelpuf                           |
| 2          | 18 juli 2021      | Toon Smet                 | Huffelpuf                           |
| 3          | 25 juli 2021      | Jens Osaer                | Ravenklauw                          |
| 4          | 1 augustus 2021   | Jana De Wilde             | Huffelpuf / Ravenklauw              |
| 5          | 8 augustus 2021   | Kamiel De Bruyne          | Huffelpuf                           |
| 6          | 15 augustus 2021  | Robin Broos               | Griffoendor                         |
| 7          | 22 augustus 2021  | Thomas Smolders           | Ravenklauw                          |
| 8          | 29 augustus 2021  | Dirk Denoyelle            | Huffelpuf                           |
| 9          | 5 september 2021  | Vanessa Joosen            | Ravenklauw                          |
| 10         | 12 september 2021 | Jeroen Van Zwol           | Ravenklauw                          |
| 11         | 19 september 2021 | Annelies Moons            | Griffoendor                         |
| 12         | 26 september 2021 | Dieter Steenhaut          | Ravenklauw                          |
| 13         | 3 oktober 2021    | Kobe van Herwegen         | Zwadderich                          |
| 14         | 10 oktober 2021   | Wannes Deleu              | Griffoendor                         |
| 15         | 17 oktober 2021   | Xander De Rycke           | Griffoendor                         |
| 16         | 24 oktober 2021   | Sven De Ridder Robin Rosy | Huffelpuf (Sven) Zwadderich (Robin) |
| 17         | 31 oktober 2021   | Mark Tijsmans             | Ravenklauw                          |
| 18         | 7 november 2021   | Alex Agnew                | Griffoendor / Zwadderich            |
| 19         | 14 november 2021  | Jan Verheyen              | Griffoendor / Ravenklauw            |
| 20         | 21 november 2021  | Mike Schubert             | Griffoendor                         |

### Seizoen 2
| Aflevering | Releasedatum      | Centrale gast                        | Gesorteerd als lid van ... |
| ---------- | ----------------- | ------------------------------------ | -------------------------- |
| 1          | 27 februari 2022  | Fokke van der Meulen                 | Ravenklauw                 |
| 2          | 6 maart 2022      | Linde Merckpoel                      | Huffelpuf                  |
| 3          | 13 maart 2022     | Pedro De Brucykere                   | Ravenklauw                 |
| 4          | 20 maart 2022     | Wim Oosterlinck                      | Huffelpuf / Ravenklauw     |
| 5          | 27 maart 2022     | Magali De Reu                        | Griffoendor                |
| 6          | 3 april 2022      | William Boeva                        | Griffoendor                |
| 7          | 10 april 2022     | Thomas Rottier                       | Griffoendor                |
| 8          | 17 april 2022     | Raf Van Brussel                      | Ravenklauw                 |
| 9          | 24 april 2022     | Mieke Gorissen                       | Huffelpuf                  |
| 10         | 1 mei 2022        | Freek Braeckman                      | Ravenklauw                 |
| 11         | 8 mei 2022        | Katrin Swartenbroux                  | Ravenklauw                 |
| 12         | 15 mei 2022       | Laura Janssens                       | Huffelpuf                  |
| 13         | 22 mei 2022       | Michèle Cuvelier                     | Griffoendor / Ravenklauw   |
| 14         | 29 mei 2022       | Emily McGovern                       | Dreuzel                    |
| 15         | 5 juni 2022       | Laura Scheerlinck Silke Vandenbroeck | Griffoendor                |
| 16         | 19 juni 2022      | Julian De Backer                     | Huffelpuf / Ravenklauw     |
| 17         | 26 juni 2022      | Lieven Trio                          | Huffelpuf                  |
| 18         | 3 juli 2022       | Tom De Cock                          | Griffoendor                |
| 19         | 10 juli 2022      | Ben Van Alboom                       | Ravenklauw                 |
| 20         | 17 juli 2022      | Amelie Albrecht                      | Zwadderich                 |
| 21         | 24 juli 2022      | Jean Paul Van Bendegem               | Ravenklauw                 |
| 22         | 31 juli 2022      | Michael Van Peel                     | Ravenklauw                 |
| 23         | 7 augustus 2022   | Sara Leemans                         | Huffelpuf / Ravenklauw     |
| 24         | 14 augustus 2022  | Nadia Sels                           | -                          |
| 25         | 21 augustus 2022  | Gilles De Coster                     | Huffelpuf                  |
| 26         | 28 augustus 2022  | Stijn Praet                          | Ravenklauw                 |
| 27         | 4 september 2022  | Layla El-Dekmak                      | Huffelpuf                  |
| 28         | 11 september 2022 | Stefaan Van Brabandt                 | Huffelpuf / Ravenklauw     |
| 29         | 18 september 2022 | Hanne Luyten                         | Huffelpuf                  |
| 30         | 25 september 2022 | Jens Dendoncker                      | Huffelpuf                  |